# Állasbogárfélék
Az Állasbogárfélék (Rhysodidae) a rovarok (Insecta) osztályában a bogarak (Coleoptera) rendjébe, azon belül a ragadozó bogarak (Adephaga) alrendjébe tartozó család.

## Magyarországon előforduló fajok
- Kerekvállú állasbogár (Rhysodes sulcatus) (Fabricius, 1787)
- Hegyesvállú állasbogár (Omoglymmius germari) (Ganglbauer, 1892)

## Fordítás
- Ez a szócikk részben vagy egészben  a   Rhysodidae című norvég Wikipédia-szócikk fordításán alapul.  Az eredeti cikk szerkesztőit annak laptörténete sorolja fel. Ez a jelzés csupán a megfogalmazás eredetét és a szerzői jogokat jelzi, nem szolgál a cikkben szereplő információk forrásmegjelöléseként.